# Agnes von Böhmen († 1268)

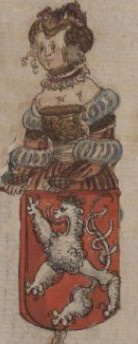
Agnes von Böhmen

Agnes von Böhmen († 10. Oktober 1268) in Böhmen war eine Tochter von Wenzel I. von Böhmen (um 1205–1253). Sie heiratete 1244/45 Heinrich III. von Meißen (den Erlauchten). Dieser stiftete zwei Tage nach ihrem Tod zu ihrem Andenken das Kloster Neuzelle.